# Величко Караджов
Величко Николов Караджов е български политик от БКП.

## Биография
Роден е на 30 ноември 1926 г. в Златоград. От 1944 г. е член на РМС, а от 1948 г. и на БКП. Бил е секретар на Околийския комитет на РМС и на Околийския комитет на БКП в Златоград. По-късно е председател на Изпълнителния комитет на Околийския народен съвет в Мадан. В периода 1965 – 1968 г. учи във Висшата партийна школа при ЦК на КПСС в Москва. През 1970 г. е избран за секретар на Окръжния комитет на БКП в Смолян. На следващата година е председател на Окръжния съвет в Смолян, а от 1974 г. е първи секретар на Окръжния комитет на БКП в Смолян. Член е на НС на ОФ. Има висше икономическо образование. Награждаван е с орден „Георги Димитров“. Член е на ЦК на БКП от 1976 до 1986 г.